# 木村屋 (山形県)
有限会社木村屋（きむらや、通称：つるおか菓子処木村屋（つるおかかしどころきむらや）、英称：Tsuruoka KIMURAYA）は、山形県鶴岡市に本社を置く菓子製造販売業者。創業は1887年（明治20年）。東京・銀座の木村屋總本店からのれん分けされた店の1つで、同社の全国組織である「木村屋睦会」に所属している。

## 概要
銀座の木村屋總本店で修業した初代・吉野民吉がのれん分けを許され、現在の鶴岡市山王町（当時は荒町）で開業した。同社ホームページによれば、山形県初のパン屋だったという。
民吉は初めは總本店の3代目木村儀四郎に伴われて新潟へ行き、新潟での出店を模索していたという。創業当初は「東京木村屋鶴岡出張所」という看板を出していた。
民吉をモデルとした『小説明治あんぱん男』が発売されている。

## 主な商品
- 古鏡[6][7]
- マロン[8]
- だだちゃ豆右衛門[9]
- 出羽くるみ餅[10]
- 楽[11]
- 古鏡せんべい[12]
- 潮音堂[13]
- 琥珀糖 花水晶[14]
- のし梅[15]
- 庄内ゆべし[16]
- きつねめん[17]
- Meringue ムラング[18]
- 山形パンデロー 月の山[19]
- ごま福[20]
- はんじゅくチーズ[21]
- Apple Kuchen アップルクーヘン[22]
- 酒種あんぱん[23]
- かわらチョコ[24]
- 鶴の子饅頭[25]